# Wizards of the Lost Kingdom
Wizards of the Lost Kingdom, también conocida como Los hechiceros del reino perdido, es una película argentina-estadounidense de aventuras y fantasía de 1985 dirigida por Héctor Olivera sobre el guion de Ed Naha. Es protagonizada por Bo Svenson, Vidal Peterson, Thom Christopher y Barbara Stock. Fue filmada en Eastmancolor y se estrenó en octubre de 1985 en Estados Unidos.
Este filme de 1984 fue uno de los diez que el productor estadounidense Roger Corman realizó con su productora Rodeo Productions en Buenos Aires y en asociación con Aries Cinematográfica Argentina, en el período entre 1982 y 1990.
La película figuró durante algunas semanas en Londres en el ranking de las más alquiladas por el público infantil. Hay una secuela dirigida por Charles B. Griffith, titulada Wizards of the Lost Kingdom II.

## Sinopsis
En una tierra encantada, un guerrero ayuda a un pequeño príncipe a defenderse de un malvado mago.

## Reparto
| Actor            | Personaje                     |
| ---------------- | ----------------------------- |
| Bo Svenson       | Kor                           |
| Vidal Peterson   | Simon                         |
| Thom Christopher | Shurka                        |
| Barbara Stock    | Udea                          |
| María Socas      | Acrasia                       |
| Dolores Michaels | Aura                          |
| Edgardo Moreira  | Wulfrick / Old Simon / Gulfax |
| Augusto Larreta  | King Tylor                    |
| Michael Fontaine | Hurla                         |
| Marcos Woinsky   | Rongar                        |
| Marina Magali    | Linnea                        |
| Norton Freeman   | Sipra                         |
| Arch Gallo       | Bobino                        |
| Mark Peters      | Timmon                        |
| Rick Gallo       | Malkon                        |
| Patrick Duggan   | Advisor                       |
| Art Tass         | Guerrero 1                    |
| Carl Fountain    | Guerrero 2                    |
| Ernie Smith      | Friar                         |
| Nick Cord        | Criatura murciélago           |
| Carl Garcia      | Lagarto-toro                  |
| Hellen Grant     | Hermana de Rongar             |
| J.C. Topper      | Guerrero de Rongar            |
| Richard Paley    | Guerrero de Rongar            |
| Daniel Ripari    | Guerrero de Rongar            |

## Críticas
Diego Curubeto, de Babilonia Gaucha, dijo: 

«En la portada del video estadounidense…se puede apreciar a los personajes de Svenson y Peterson junto a un león alado. Una vez puesta en marcha la película, el azorado espectador descubre que no aparece allí ningún ser semejante, y sí en cambio un extrañísimo yeti blanco al que no en vano el director apenas deja ver en sus breves y confusas apariciones y que, por supuesto, no vuela.»

Manrupe y Portela escriben:

«Historia ingenua y pobre de todo tipo de recursos.»